# アーサー・マッカーサー3世
アーサー・マッカーサー3世（1876年6月1日 - 1923年12月2日）は、アメリカ海軍の軍人。最終階級は大佐。

## 概要
アーサー・マッカーサー・ジュニアの長男で、ダグラス・マッカーサーの兄にあたる。1896年に海軍兵学校を卒業し、同年に少尉として米比戦争のサンチャゴ・デ・キューバ海戦に参戦した。
1901年にメアリー・H・マッカーラ（1877年 - 1959年、ボウマン・H・マッカーラ少将の娘）と結婚し、5人の子供をもうける。長男のアーサー・マッカーサー（4世）は1912年4月20日に若くして死亡、アーサー・マッカーサー4世の名前は弟であるダグラス・マッカーサーの長男に受け継がれた。三男は、後に駐日大使になったダグラス・マッカーサー2世である。
第一次世界大戦では1918年に大西洋でUボートから船団を護る任務に就いたが、大戦後の1923年に虫垂炎によりワシントンD.C.にて死去した。アーリントン国立墓地に埋葬された。

## 勤務した軍艦
- グランパス (SS-4)
- マッコール (DD-28)
- サンフランシスコ (防護巡洋艦)
- サウスダコタ (装甲巡洋艦)
- チャタヌーガ (防護巡洋艦)